# Mircea Vodă (Constanța)
Mircea Voda é uma comuna romena localizada no distrito de Constanţa, na região de Dobruja. A comuna possui uma área de 70.89 km² e sua população era de 4829 habitantes segundo o censo de 2007.